# José Medalha
José Medalha (Catanduva, 11 aprile 1944) è un allenatore di pallacanestro brasiliano.

## Carriera
Ha allenato in numerose squadre brasiliane nel periodo tra il 1967 e il 2001, collezionando complessivamente 994 partite, di cui 576 vinte e 418 perse. Ha guidato il Brasile nel biennio 1991-1992, classificandosi al 5º posto ai Giochi olimpici 1992 e ai Giochi panamericani del 1991. Ha guidato la squadra anche ai FIBA Americas Championship 1992, classificandosi al 3º posto. Ha ricoperto l'incarico di assistente tecnico della Nazionale dal 1982 al 1988.